# Distrito Escolar Independiente de San Antonio
El Distrito Escolar Independiente de San Antonio (San Antonio Independent School District o SAISD en inglés) es el distrito escolar del estado de Texas, Estados Unidos. Su sede está en San Antonio.
El distrito sirve a partes de San Antonio y Balcones Heights.

## Escuelas

### Escuelas preparatorias

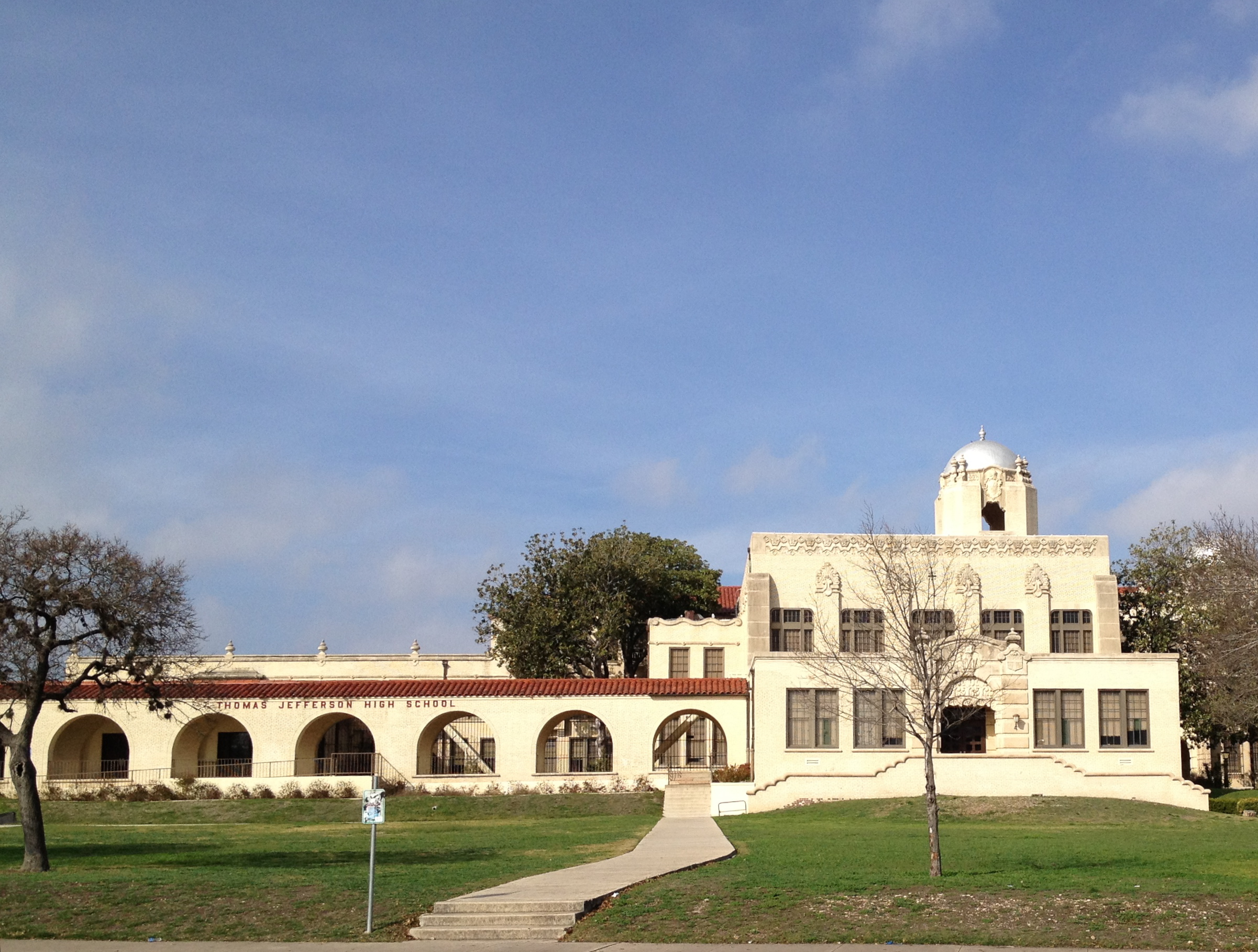
Escuela Preparatoria Thomas Jefferson

- Burbank
- Highlands
- Brackenridge
- Sam Houston
- Edison
- Jefferson
- Lanier
- Fox Tech